# Афанасьевский монастырь (Москва)
Афана́сьевский монасты́рь — утраченный православный мужской монастырь Московского Кремля, основанный в XIV веке. Являлся подворьем Кирилло-Белозерского монастыря. Был упразднён в конце XVIII столетия.

## История
Афанасьевский монастырь был построен напротив Вознесенского монастыря у Фроловских ворот Кремля. Точная дата постройки неизвестна, историк Василий Зверинский указывал 1385 год. Монастырь был освящён во имя святых Афанасия и Кирилла, архиепископов Александрийских. В июле 1389 года от Афанасьевской церкви монастыря начался пожар, практически уничтоживший Кремль. Сгоревший храм перестроили под руководством Василия Ермолина в камне в 1462-м. Это событие описано в Ермолинской летописи: 

Того же лета, месяца июля 27, священа бысть церковь камена святый Афонасей на Москве, во Фроловьскихъ воротехъ, а придел у неа святый Пантелеимонъ, а ставилъ ее Василей Дмитреев сынъ Ермолимна. Того же лета стена поновлена городная отъ Свибловы стрелници до Боровицкихъ воротъ каменемъ, предстательством Василиа Дмитреева сына Ермолина.
Одни историки, среди которых Михаил Тихомиров, предполагают, что новый храм был надвратным и находился во Фроловской башне. Однако многие не поддерживают эту точку зрения.
Позднее возвели новую церковную постройку в честь святого Кирилла Белозерского из кирпича на средства московских купцов Юрия и Алексея Григорьевичей Бобыниных. Освятил церковь митрополит Варлаам в мае 1518 года. Из Софийской II летописи: 

У Фроловских ворот, на Кирилловском подворье, против Вознесенского монастыря, за дьячими палатами, Афанасьевский монастырь, сгоревший в 1389 г., а ц. св. Афанасия Александрийского в 1514 г. поставлена кирпичная Юрьем Бобыниным.
В XVI веке монастырь стал подворьем Кирилло-Белозерского монастыря. В исторических документах в этом статусе обитель впервые упоминается в 1563 году, когда была пострижена княгиня Ефросинья Старицкая, мать удельного старицкого князя Владимира Андреевича. Однако его продолжали называть «Афанасьевский монастырь, подворье Кириллова монастыря». Так, в указе Михаила Фёдоровича 1640 года сказано: «…дураки государевых комнат были отведены поститься на Страстную неделю: в Богоявленский м. Мосейка; в Афанасьевский мон., что у Фроловских ворот, Исак да Симонка».
В 1611 году поляки заточили в монастыре патриарха Гермогена. Постройки подворья были уничтожены при правлении Екатерины II. В 1802 году территорию окончательно расчистили под плац-парад.

## Архитектура
План территории монастыря несколько раз менялся. В 1533 году он имел форму неправильного пятиугольника. В 16 метрах от обители была расположена стрелецкая караульня у Фроловских ворот. С западной и южной сторон подворье соседствовало с дворами, подаренными Иваном III своим приближённым. Один из дворов принадлежал Андриану Ярлыку, старцу Симонова монастыря. С запада к подворью присоединялись земли князей Черкасских и архиепископа Арсения Элассонского.
Согласно плану Кремля архитектора Василия Яковлева 1756 года, подворье вдоль Спасской улицы тянулось на 30 сажен, по Кремлёвской стене — на 28 сажен, а по западной — на 19 сажен.
На плане 1600-х годов в центре территории находился двор, свободный от застройки, в восточной части — две церкви. Композиция монастыря была схожа с Богоявленским монастырём. Афанасьевская одноглавая церковь была встроена в восточную стену, имевшую треугольный выступ в направлении Кремлёвской стены.